# Euthelepus tenuis
Euthelepus tenuis är en ringmaskart som först beskrevs av Addison Emery Verrill 1900.  Euthelepus tenuis ingår i släktet Euthelepus och familjen Terebellidae. Inga underarter finns listade i Catalogue of Life.